# Донжё (Мозель)
Донжё́ (фр. Donjeux) — коммуна во французском департаменте Мозель региона Лотарингия. Относится к  кантону Дельм.

## География
Донжё расположен в 32 км к юго-востоку от Меца и в 1 км к юго-востоку от Дельма. Соседние коммуны: Тенкри, Превокур и Вивье на северо-востоке, Фонтени на востоке, Ланёввиль-ан-Сольнуа и Орьокур на юго-востоке, Пюзьё и Дельм на северо-западе.

## История
- Поселение было известно в 966 году под названием Domus Juvinis, где было основано аббатство Вергавиль, относилось к баронату де Вивье.
- В 1661 году перешло к Франции.

## Демография
По переписи 2008 года в коммуне проживало 104 человека.	

## Достопримечательности
- Следы древнеримского тракта.
- Церковь Сен-Жорж 1867 года.